# California Central Valley
La California Central Valley o valle centrale di California è una vasta pianura che copre la parte centrale dello Stato della California negli Stati Uniti d'America.

## Geografia
Qui sono localizzate la maggior parte delle industrie agricole dello Stato. Si estende per circa 600 km longitudinalmente da nord a sud. La parte settentrionale è nota come valle del Sacramento, mentre la sua parte meridionale come valle di San Joaquin. Le due parti sono unite nel delta formato dai fiumi Sacramento e San Joaquin, chiamato delta del Sacramento.

## Geologia
La California Central Valley è una depressione di origine tettonica ricoperta dalla molassa derivante dall'erosione delle montagne che la circondano. Queste montagne sono le catene costiere del Pacifico a occidente e la Sierra Nevada a oriente. Nel nord, la valle è delimitata dalla catena delle Cascate, mentre a sud, dai Monti Tehachapi. Dal punto di vista geologico, la valle è un sinclinale relativamente recente, riempitosi di sedimenti. L'altitudine non supera quasi mai i 150 metri e in alcuni settori è al di sotto del livello del mare.